# Самарське (Казахстан)
Сама́рське (каз. Самарское) — село, центр Самарського району Східноказахстанської області Казахстану. Адміністративний центр Самарського сільського округу.
Населення — 5948 осіб (2021; 6526 у 2009, 7529 у 1999, 8541 у 1989).
Національний склад станом на 1989 рік:
- росіяни — 53 %
- казахи — 38 %